# 華盛頓縣 (緬因州)
華盛頓縣（英語：Washington County）是美国缅因州的一個縣，同時也是全美最東部的一個縣，東鄰加拿大新不倫瑞克省，面積8,430平方公里。根據2020年美國人口普查，共有人口31,095人。縣治马柴厄斯（Machias）。該縣成立於1789年，縣名是紀念首任美国总统乔治·华盛顿。
美國90%（北美洲25%）的藍莓出產於本縣。